# Karczew (województwo lubelskie)
Karczew – wieś w Polsce położona w województwie lubelskim, w powiecie świdnickim, w gminie Rybczewice. 
Miejscowość wchodzi w skład sołectwa Rybczewice Pierwsze.
W latach 1975–1998 miejscowość należała administracyjnie do województwa lubelskiego.